# The Outer Worlds
The Outer Worlds (укр. Зовнішні світи) — відеогра жанру рольового екшену, розроблена Obsidian Entertainment і видана Private Division для PlayStation 4, Xbox One і Microsoft Windows 25 жовтня 2019 року. Вихід для Nintendo Switch відбувся 5 червня 2020 року, а 15 березня 2021 гра видана для PlayStation 5 та Xbox Series X. The Outer Worlds позиціонується як духовна спадкоємиця перших двох частин Fallout. Вона має значну частку гумору й сатири на тему соціальної нерівності та гонитви можновладців за прибутками.
Гра була номінована на низку нагород за сценарій, озвучення та візуальний дизайн — забрала додому п'ять нагород від NAVGTR Awards 2020 і Big Apple Award як «Гра року» на New York Game Awards 2020.

## Ігровий процес

Ігровий інтерфейс: на екрані життєві показники персонажа, компас та зброя, що використовується у поточний момент часу

### Основи
The Outer Worlds — це рольовий бойовик з видом від першої особи. На початку гравцю належить створити свого персонажа, обравши його вигляд і характеристики. Всі головні характеристики поділяються за категоріями: тіло (сила і спритність), розум (інтелект і спостережливість) і особистість (привабливість і сила духу). Пропонується розподілити 6 очок характеристик — маючи високі одні, доведеться мати середні чи низькі інші. Після цього обираються дві початкові навички, такі як володіння певною зброєю чи красномовство. Наступною обирається кваліфікація (професія), що дає бонуси в якійсь зі сфер життя. Визначивши стать персонажа, гравець налаштовує тип його обличчя, зачіску та риси. Протагоніст володіє запасом здоров'я, що втрачається від поранень, а відновлюється під час сну або від прийому ліків. Також він може носити броню та різне спорядження. Отримані предмети знаходяться у інвентарі, де кожен предмет займає одну комірку. Більшість завдань можна виконати різними шляхами: відкритим боєм, приховано, або шляхом переговорів. У бою герой може користуватися холодною або стрілецькою зброєю. Він здатний застосувати тактичне сповільнення часу, щоб обдумати дії. При цьому вичерпується шкала сповільнення, що поповнюється поза боєм. Влучання в різні частини тіла ворогів має різний ефект. Так, влучання в голову може осліпити ворога, тоді як в ногу — сповільнити. Зброя та броня з часом зношуються і їх слід лагодити на спеціальних верстаках. Приховане вирішення завдань передбачає скрадання в заростях чи за предметами, маскування. Герой також може взламувати замки, щоб знаходити нові маршрути або обкрадати скрині та шафи.
Переговори можливі переконанням або погрозами. Зазвичай в кожному діалозі пропонується кілька варіантів відповіді на ту саму репліку. Якщо герой має певні характеристики, можуть відкритись додаткові варіанти. Наприклад, бандит дослухається до фізично розвиненого та харизматичного персонажа, а міська влада — до законослухняного героя.
З собою можна брати напарників, які не лише допомагають у виконання завдань, а й дають бонуси персонажу. Всього у грі доступно 6 напарників, але на завдання беруться тільки двоє з них. Для них пропонується обрати модель поведінки, спорядження та спеціалізації. В напарників є особливі завдання, виконавши які, протагоніст покращить стосунки з ними. За знищення ворогів і виконання завдань герой отримує досвід та змогу вдосконалювати свої параметри й здібності. Валютою слугують біти — коди, що можуть переноситись з однієї платіжної картки на іншу. Мобільною базою команді слугує космічний корабель, де зберігається й ремонтується спорядження, живуть напарники та на якому можна подорожувати ігровим всесвітом.
Розвиток персонажа
Протагоніст володіє низкою характеристик. Сила впливає на ефективність у ближньому бою та те, скільки предметів персонаж може з собою носити. Від спритності залежить швидкість атак ближнього бою та перезарядки стрілецької зброї, швидкість зламу замків. Інтелект дає бонуси до критичних атак, визначає ефективність самолікування та спілкування. Спостережливість виражається у базових ушкодженнях, завдаваних персонажем, точності його атак, ухилянні від небезпек, шансі поцілити у вразливі місця ворогів, інженерних навичках. Привабливість впливає на початкову репутацію персонажа, перезарядку вмінь його напарників. Сила духу ж визначає ефективність лікування, здатність приховуватися, схиляти співрозмовників на свій бік.
Характеристики зумовлюють навички, кожна з яких включає кілька активних чи пасивних здібностей. Навички мають 5 рівнів опанування: новачок, любитель, знавець, експерт і майстер. Вклавши досвід, можна підвищити рівень володіння відповідною навичкою. Коли накопичується достатньо досвіду, герой здобуває новий рівень розвитку. Кожні два рівня дається очко вдосконалень характеристик, яке гравець може витратити на свій розсуд. Чужинець може зазнати штрафів, наприклад, якщо він часто отримує рани від певного типу ворогів, то надалі при зіткненні з ними його характеристики падають. У той же час кожна фобія дає додаткове очко вдосконалень характеристик.

## Синопсис
The Outer Worlds описує ретрофутуристичне майбутнє, що має своїм джерелом альтернативну історію нашого світу. В 1901 році президента США Вільяма Мак-Кінлі не було вбито, як наслідок бізнес-трасти продовжили розростатись. З часом вони розвинулись у мегакорпорації, що стали колонізувати космос. До часу подій гри зберігся модерний стиль, що сусідує з високими технологіями. Корпорації експлуатують робітників, визискуючи все більші прибутки.
У стані анабіозу колоністи вирушають до нових світів, де їм обіцяно ідеальне суспільство та багатство. Корабель «Надія» з ученими, інженерами та митцями летить до колоній системи Альсіон, подорож куди триватиме 10 років.
Сюжет
Тут наведено основну сюжету лінію без побічних квестів.
Події починаються в 2355 році, коли «Надія» прибуває в систему Альсіон. Проте корабель виявляється пошкоджений і ніхто з жителів системи не наважується брати на себе відповідальність за його прийняття. За якийсь час учений Фінеас Веллс, переслідуваний владою за злочини, прилітає на «Надію». Він знаходить сотні тисяч колоністів у анабіозі та обирає одного для здійснення свого задуму. За Веллсом летить погоня, тож він пробуджує персонажа гравця та тікає разом з ним.
Веллс пояснює, що «Надія» через поломку двигуна пробула в космосі 70 років. Йому вдалося зберегти життя Чужинця завдяки лікам власного виробництва. Решту ж колоністів буде неможливо пробудити, якщо не дістати спеціальну речовину в одній з колоній. Веллс радить знайти для цього контрабандиста Готорна в домовленому місці.
Чужинець спускається на найближчу планету Терра-2 в капсулі, що падає на Готорна і вбиває його. Герой зустрічає охоронця, пораненого в сутичці з мародерами, від якого можна дізнатись деталі про місцевість навколо. Подолавши чи уникнувши звірів та мародерів він дістається до корабля Готорна «Безнадійний». Штучний інтелект корабля приймає його як нового капітана, проте кораблю потрібна деталь для ремонту. Чужинець вирушає на її пошуки та швидко дізнається, що корпорації експлуатують жителів планети. Там встановлено 16-игодинний робочий день, а бунтарів виганяють за межі міст, де вони або приречені на смерть, або збираються в банди. Добувши деталь або у влади міста Еджвотер, або в дезертирів, Чужинець вирушає на «Безнадійному» в подорож по Альсіону.
На планеті Візантій герой довідується про картографку Рейчел Локвуд, яка знає місцерозташування Веллса. Ад'ютантка «Комітету» — найвпливовішої фракції в системі, на ім'я Софія Аканде замовляє вбити картографку та забрати її карти, Чужинець може виконати завдання чи лишити Рейчел живою. Так чи інакше, він отримує карти і Софія доручає йому розшукати Веллса. Чужинцеві вдається знайти лабораторію розшукуваного та подати сигнал з його координатами — справжніми чи хибними. Після цього ад'ютантка дає завдання завадити конкурентам: припинити радіопередачі корпорації «Монарх» та знищити збитковий Еджвотер. Герой на свій розсуд допомагає «Комітету» чи рятує людей. Між тим Чужинець може довідатись, що зв'язок із Землею зник і це приховується владою.
Веллса заарештовують і доставляють до в'язниці «Лабіринт» на планеті Тартар. Залежно від попередніх дій гравця, той або лишається в неволі, або йому вдається втекти з-під варти. Веллс зв'язується з Чужинцем і просить переправити «Надію» до Тартару. Якщо при цьому герой має низький параметр інтелекту, він не справиться з керуванням і корабель полетить на зорю. В результаті всі на борту загинуть і гравець отримає передчасний фінал. Якщо Чужинець слухається Веллса та веде «Надію» до Тартару, Веллс піднімає бунт, звільняє ув'язнених і бере Софію в заручники. Чужинець може стати на бік Веллса чи Софії. Також він може послати корабель до придатнішої для життя Терри-2, після чого силою чи переконанням змусити Софію або самого главу «Комітету» Чарльза Роквелла звільнити Веллса.
Фінали:
- Хороший фінал: Чужинець спрямовує «Надію» до Терри-2, де колоністи пробуджуються завдяки Веллсу. Планета завдяки прибулим спеціалістам згуртовується та стає незалежною, а «Комітет» втрачає владу. Хоча населення потерпає від багатьох лих, тепер люди самі вирішують свою долю.
- Поганий фінал: Чужинець спрямовує «Надію» до Тартару, де колоністи пробуджуються. Колегія придушує почате Веллсом повстання і влада в Альсіоні стає ще суворішою, ніж була. Колоністів викидають з «Надії», а корабель використовують для заморозки робітників аби вони не витрачали марно харчі. Планети системи занепадають і лише Візантій розкошує, розтрачуючи залишки ресурсів.[10]

## Розробка
The Outer Worlds був розроблений Obsidian Entertainment під видавництвом лейбла Take-Two Interactive Private Division. Незважаючи на те, що Obsidian вже була придбана Microsoft Studios на момент анонсу гри, проєкт був у розробці задовго до цього моменту, і Take-Two забезпечила свої права на публікацію не залежно від контракту розробників з Microsoft.
Тім Кейн і Леонард Боярскі, творці серії Fallout, виступили режисерами гри, черпаючи натхнення з культових Fallout, «Світляка», «Футурами», «Дедвуда» та «Справжньої мужності». Дует режисерів сподівався знайти баланс між дурницею та драмою при створенні тону та оповіді гри. Спочатку розглядалася можливість романів з персонажами, але згодом сценаристи, Леонард Боярські і Меган Старкс, виключили цю опцію з гри.
Гра розроблялася з 2016 року, коли під час інтерв'ю Game Pressure генеральний директор Obsidian Фергус Уркхарт зауважив, що невелика команда у студії, включаючи Кейна та Боярські, працює над «чимось абсолютно новим» на Unreal Engine. Під час The Game Awards 2018 Obsidian представили The Outer Worlds ігровій спільноті. Гру було випущено на платформах PlayStation 4, Windows та Xbox One 25 жовтня 2019 року. У березні 2019 року було оголошено, що гра стане тимчасовим ексклюзивом Epic Games Store і Microsoft Store, а її випуск у Steam відкладено до 23 жовтня 2020 року, що викликало обурення її шанувальників. Версія на Nintendo Switch спочатку була запланована на 6 березня 2020 року, але була відкладена на 5 червня через проблеми, викликані пандемією COVID-19.
7 березня 2023 року було випущено перевидання до гри під назвою The Outer Worlds: Spacer's Choice Edition для платформ Xbox Series X/S, PlayStation 5 і Microsoft Windows. Ремастер був розроблений Virtuos і включає в себе вміст оригінальної гри та всі випущені до неї розширення з оновленими візуальними ефектами та текстурами вищої роздільної здатності, а також підвищений максимальний рівень протагоніста. Оновлене видання спільнота розкритикувала за численні збої та гіршу, ніж оригінал, оптимізацію.
Перше розширення гри Peril on Gorgon, було випущено 9 вересня 2020 року, а друге під назвою Murder on Eridanos 17 березня 2021 року.

## Оцінки і відгуки
| Агрегатор  | Оцінка                                 |
| ---------- | -------------------------------------- |
| Metacritic | (PC) 82/100 (PS4) 86/100 (XONE) 85/100 |

| Видання                   | Оцінка  |
| ------------------------- | ------- |
| Destructoid               | 9/10    |
| Electronic Gaming Monthly | [ 34 ]  |
| Game Informer             | 9.25/10 |
| GameSpot                  | 9/10    |
| GamesRadar+               | [ 37 ]  |
| IGN                       | 8.5/10  |
| PC Gamer (США)            | 79/100  |
| PCGamesN                  | 7/10    |

Ще до виходу The Outer Worlds позиціонувалась як спадкоємиця класичних частин серії Fallout. Їхнє протистояння загострилось зокрема з огляду на шквал критики, котрого зазнала Fallout 76. Звучали думки, що The Outer Worlds більше схожа на Fallout, ніж ігри самої серії Fallout останніх років.
The Outer Worlds зібрала на агрегаторі Metacritic середні оцінки 82-85 балів для різних платформ.
IGN оцінили гру в 8,5 балів з 10 з вердиктом: «Завдяки The Outer Worlds, Obsidian знайшли власний шлях у просторі між Bethesda й BioWare, і він чудовий. А враховуючи, що новим RPG від будь-якого з цих впливових розробників уже чимало років, ця гра не могла бути сприйнята краще. Вона не така багата на дослідження, як один великий відкритий світ, але все ж містить велику частку гнучких квестів і більших конфліктів з низки менших. А системи боїв, персонажів та супутників надають нового поштовху існуючим ідеям, змушуючи відчувати їх як власні достоїнства, а не копії».
GameSpot відмітили якісну роботу над текстами, багатогранних персонажів, побудову квестів, яскравий світ гри та бої. Разом з тим було розкритиковано надміру легкі бої та незручну роботу з інвентарем. «The Outer Worlds затягує впродовж усього часу, і це чудовий приклад того, як просувати традиційні акуратні RPG в гострому, сучасному досвіді».
До лютого 2020 року було продано більше двох мільйонів копій гри, до травня 2021 року понад три мільйони, а до серпня 2021 року вже понад чотири мільйони копій.

## Нагороди
| Рік  | Нагорода                      | Категорія                                         | Результат | Примітки |
| ---- | ----------------------------- | ------------------------------------------------- | --------- | -------- |
| 2019 | Game Critics Awards           | «Найкраще шоу»                                    | Номінація | [ 46 ]   |
| 2019 | Game Critics Awards           | «Краща оригінальна гра»                           | Перемога  | [ 46 ]   |
| 2019 | Game Critics Awards           | «Краща гра для ПК»                                | Номінація | [ 46 ]   |
| 2019 | Game Critics Awards           | «Краща рольова гра»                               | Номінація | [ 46 ]   |
| 2019 | Golden Joystick Awards        | «Гра року»                                        | Номінація | [ 47 ]   |
| 2019 | The Game Awards 2019          | «Гра року»                                        | Номінація | [ 48 ]   |
| 2019 | The Game Awards 2019          | «Кращий наратив»                                  | Номінація | [ 48 ]   |
| 2019 | The Game Awards 2019          | «Краща роль» (Ешлі Берч)                          | Номінація | [ 48 ]   |
| 2019 | The Game Awards 2019          | «Краща рольова гра»                               | Номінація | [ 48 ]   |
| 2020 | D.I.C.E. Awards               | «Видатний сценарій»                               | Номінація | [ 49 ]   |
| 2020 | D.I.C.E. Awards               | «Краща рольва гра»                                | Перемога  | [ 49 ]   |
| 2020 | Game Developers Choice Awards | «Кращий наратив»                                  | Номінація | [ 50 ]   |
| 2020 | SXSW Gaming Awards            | «Найперспективніша нова інтелектуальна власність» | Перемога  | [ 51 ]   |
| 2020 | SXSW Gaming Awards            | «Досконалість у візуальних досягненнях»           | Номінація | [ 51 ]   |
| 2020 | British Academy Games Awards  | «Кращий наратив»                                  | Номінація | [ 52 ]   |
| 2020 | Неб'юла                       | «Кращий сценарій»                                 | Перемога  | [ 53 ]   |
| 2020 | GLAAD Media Awards            | «Видатна відеогра»                                | Перемога  | [ 53 ]   |
| 2020 | NAVGTR Awards                 | «Кращий художній дизайн/Фантастика»               | Перемога  | [ 5 ]    |
| 2020 | NAVGTR Awards                 | «Кращий дизайн персонажів»                        | Перемога  | [ 5 ]    |
| 2020 | NAVGTR Awards                 | «Краща оригінальна рольва гра»                    | Перемога  | [ 5 ]    |
| 2020 | NAVGTR Awards                 | «Краща комедійна роль/Другого плану» (Ешлі Берч)  | Перемога  | [ 5 ]    |
| 2020 | NAVGTR Awards                 | «Кращий комедійний сценарій»                      | Перемога  | [ 5 ]    |